# Obereopsis partenigricollis
Obereopsis partenigricollis là một loài bọ cánh cứng trong họ Cerambycidae.